# Ipalibo Jack
Ipalibo Jack (6 aprile 1998) è un calciatore nigeriano, centrocampista dello Zalaegerszeg.

## Carriera

### Club
Jack è cresciuto nella Diamond Football Academy, per poi entrare a far parte delle giovanili degli spagnoli del Villarreal a settembre 2016. Negli anni successivi, si è allenato con la prima squadra e ha giocato per la squadra C del club, militante in Tercera División. Il 24 marzo 2019 si è accomodato in panchina in occasione dell'incontro valido per la Segunda División B tra Villarreal B e Ontinyent, terminato 0-0: non è stato utilizzato nel corso del match.
Il 3 agosto 2019, Jack è passato ai norvegesi dello Strømsgodset con la formula del prestito con diritto di riscatto, su indicazione dell'allenatore Henrik Pedersen: ha scelto di vestire la maglia numero 42. Ha esordito in Eliteserien il successivo 5 agosto, schierato titolare nella sconfitta casalinga per 1-3 subita contro il Bodø/Glimt.
Il 30 giugno 2020, Jack è stato riscattato dallo Strømsgodset e ha firmato un contratto valido fino al 31 luglio 2023. Ha trovato la prima rete nella massima divisione norvegese in data 10 luglio 2021, nel pareggio per 1-1 maturato sul campo del Viking.
Il 12 luglio 2023, lo Strømsgodset ha reso noto la rescissione del contratto di Jack.
Il 27 luglio 2023 è passato ai greci del Kīfisias, neopromossi in Souper Ligka Ellada.

## Statistiche

### Presenze e reti nei club
Statistiche aggiornate al 27 luglio 2023.
| Stagione            | Club                | Campionato          | Campionato | Campionato | Coppe nazionali | Coppe nazionali | Coppe nazionali | Coppe continentali | Coppe continentali | Coppe continentali | Supercoppe | Supercoppe | Supercoppe | Totale | Totale |
| Stagione            | Club                | Comp                | Pres       | Reti       | Comp            | Pres            | Reti            | Comp               | Pres               | Reti               | Comp       | Pres       | Reti       | Pres   | Reti   |
| ------------------- | ------------------- | ------------------- | ---------- | ---------- | --------------- | --------------- | --------------- | ------------------ | ------------------ | ------------------ | ---------- | ---------- | ---------- | ------ | ------ |
| 2018-2019           | Villarreal C        | TD                  | 26         | 2          | -               | -               | -               | -                  | -                  | -                  | -          | -          | -          | 26     | 2      |
| 2018-2019           | Villarreal B        | SDB                 | 0          | 0          | -               | -               | -               | -                  | -                  | -                  | -          | -          | -          | 0      | 0      |
| ago.-dic. 2019      | Strømsgodset        | ES                  | 15         | 0          | CN              | -               | -               | -                  | -                  | -                  | -          | -          | -          | 15     | 0      |
| 2020                | Strømsgodset        | ES                  | 22         | 0          | -               | -               | -               | -                  | -                  | -                  | -          | -          | -          | 22     | 0      |
| 2021                | Strømsgodset        | ES                  | 22         | 3          | CN              | 0               | 0               | -                  | -                  | -                  | -          | -          | -          | 22     | 3      |
| 2022                | Strømsgodset        | ES                  | 22         | 4          | CN              | 1               | 0               | -                  | -                  | -                  | -          | -          | -          | 23     | 4      |
| gen.-lug. 2023      | Strømsgodset        | ES                  | 9          | 1          | CN              | 2               | 0               | -                  | -                  | -                  | -          | -          | -          | 11     | 1      |
| Totale Strømsgodset | Totale Strømsgodset | Totale Strømsgodset | 90         | 8          |                 | 3               | 0               |                    | -                  | -                  |            | -          | -          | 93     | 8      |
| 2023-2024           | Kīfisias            | SL                  | 15         | 0          | CG              | 0               | 0               | -                  | -                  | -                  | -          | -          | -          | 15     | 0      |
| Totale              | Totale              | Totale              | 131        | 10         |                 | 3               | 0               |                    | -                  | -                  |            | -          | -          | 134    | 10     |